# Campeonato Mundial de Ciclismo em Estrada de 1972
Os Campeonatos do mundo de ciclismo em estrada de 1972 celebrou-se na cidade francesa de Gap de 5 a 6 de agosto de 1972. Ao ser ano olímpico, todos os eventos olímpicos serviram como campeonatos do mundo, deixando só a corrida profissional de estrada e a prova feminina por se disputar.

## Resultados
| Event                       | Ouro                         | Ouro           | Prata                                 | Prata | Bronze                         | Bronze |
| --------------------------- | ---------------------------- | -------------- | ------------------------------------- | ----- | ------------------------------ | ------ |
| Provas masculinas           |                              |                |                                       |       |                                |        |
| Homens - corrida em linha   | Marino Basso · Itália        | 7 h 05 min 59s | Franco Bitossi · Itália               | m.t.  | Cyrille Guimard · França       | m.t.   |
| Provas femininas            |                              |                |                                       |       |                                |        |
| Mulheres - corrida em linha | Geneviève Gambillon · França | 1h 38' 41"     | Liubov Zadorózhnaya · União Soviética | + 1"  | Anna Konkina · União Soviética | + 1"   |